# Jacob Warren Manning
Jacob Warren Manning (20 de febrero de 1826, Atchison, Kansas - 16 de septiembre de 1904) fue un horticultor, y botánico estadounidense. Era el padre de otro botánico Warren H. Manning; y desarrolló un emprendimiento empresarial de viveros: el "Reading Nursery".

## Algunas publicaciones
- 1922. Condensed price list ... offered by the Reading Nursery. 12 pp.

- 1899. Forest and ornamental tree planting. 4 pp.

- jacob warren Manning, warren henry Manning. 1880. Trees, fruit and ornamental: essay. 10 pp.

## Honores
- 1858: miembro de la "Massachusetts Horticultural Society"
- Miembro de la "Minnesota State Horticultural Society"
- Miembro de la "American Association of Nurserymen"

- La abreviatura «Manning» se emplea para indicar a Jacob Warren Manning como autoridad en la descripción y clasificación científica de los vegetales.[1]